# Željko Brguljan
Željko Brguljan  (Kotor, 1962.), hrvatski slikar, istraživač kulturne baštine i publicist. Rodom Hrvat iz Crne Gore.

## Likovna djelatnost
Stvara cikluse slika (kolaž, kombinirana tehnika) inspirirane zavičajnom Bokom, Venecijom, Parizom, ratnim stradanjima, likovnim djelima velikih majstora, posebice Velazqueza, književnim djelima Quasimoda, Lorce i Calvina, te glazbenim djelima di Lassa, Pergolesia i drugih, a također radove koji kritički ukazuju na ekološko stanje svijeta.
Ostvario je 20-ak samostalnih izložbi. Skupno je izlagao na brojnim žiriranim izložbama, većinom u inozemstvu (SAD, Francuska, Italija, Švicarska, Argentina, Litva, Bugarska) te u Hrvatskoj i Crnoj Gori. Dobitnik je više nagrada na izložbama u SAD-u (Cornell Museum of Art, Delray Beach; Mason Murer Fine Art, Atlanta; Limner Gallery, Hudson; Berman Museum of Art, Collegeville). Radovi mu se nalaze u muzejima i galerijama (Plemet, Mondovi, Hudson, Kent, Zagreb, Ozalj, Bjelovar, Trogir, Perast...) te u privatnim zbirkama.
Zastupljen je u nekoliko knjiga o suvremenom kolažu te u tematskim katalozima i specijaliziranim časopisima.  U izdanju HDLU-a objavljena mu je (2014.) likovna monografija autora Nikole Albanežea. Član je HDLU-a i američkog NCS-a.

## Publicistička djelatnost
Uz brojne članke iz kulturne i pomorske baštine većinom Boke kotorske objavljene u zbornicima, godišnjacima i časopisima, autor je i sljedećih izdanja:
- Potreti bokeljskih jedrenjaka, Zagreb, 2006.
- Crkva Rođenja Blažene Djevice Marije u Prčanju = Birth of the Blessed Virgin Mary Church in Prčanja, Prčanj - Zagreb, 2008. ISBN 978-953-95636-2-0 (HR)
- Melita Bošnjak (u suautorstvu s T. Maroevićem), Zagreb, 2010. ISBN 978-953249083-1 (HR)
- Pomorstvo Boke kotorske na slikama Bazija Ivankovića = The Maritime Life of the Bay of Kotor in the Paintings of Bazi Ivancovich, Kotor - Zagreb, 2011. ISBN 978-86-909407-4-5 (CG); ISBN 978-953-95636-4-4 (HR)[14]
- Na granici mora i neba – Zbirka maritimnog slikarstva iz župne crkve Rođenja Blažene Djevice Marije u Prčanju = At the Border of Sea and Sky – The Collection of Marine Painting from the Parish Church of the Nativity of the Blessed Virgin Mary in Prčanj, Perast - Zagreb, 2015. ISBN 978-86-909397-4-9 (CG); ISBN 978-953-58570-0-6 (HR)[15][16][17]
- Život i djelo Ide Verona (Sabrana djela Ide Verona - Knjiga I.) = The Life and Work of Ida Verona (The Collected Works of Ida Verona - Book I.), Zagreb, 2017. ISBN 978-953-249-178-4 (HR)[18]
- Bokeljske teme, Zagreb, 2018. ISBN 978-953-249-165-4 (HR)[19]
- Zbirka moderne i suvremene umjetnosti svetišta Gospe od Škrpjela na otoku pred Perastom = The collection of Modern and Contemporary Art of the Shrine of Our Lady of škrpjel on an Island off Perast, Perast - Zagreb, 2019. ISBN 978-953-58570-1-3 (HR); ISBN 978-86-909397-7-0 (CG)[20]
- Priče sa Prčanja, Kotor, 2020. ISBN 978-9940-767-01-3 (CG); ISBN 978-953-58570-2-0 (HR)[21][22][23][24][25]
- Olujni kompas, Kotor - Zagreb, 2021. ISBN 978-953-58570-3-7 (HR); ISBN 978-9940-767-03-3 (CG)[26][27]
- Preci sv. Leopolda Bogdana Mandića, Zagreb, 2022. ISBN 978-953-58570-4-4 (HR)[28]
- Život Meduze. Likovna svjedočanstva putovanja i stradanja Lloydova parobroda Medusa = The Life of the Medusa. Pictorial evidence of the voyages and sufferings of the Lloyd steamship Medusa, Zagreb - Split, 2023. ISBN 978-953-7742-27-0 (HPMS); ISBN 978-953-58570-5-1 (autor)[29][30]

Stručni je suradnik na izdanjima: Vjekoslav Parać (likovna monografija, autor I. Zidić), Zagreb, 2011.; Boka kotorska – od kampanela do kampanela (autor S. Prosperov Novak), Zagreb, 2011., Viktor Vida, sabrana djela I-II (priredio B. Donat), Zagreb, 2012.; Leksikon hrvatskoga iseljeništva i manjina, Zagreb, 2020. i drugim.[nedostaje izvor]

## Realizirane tematske izložbe (izbor)
- Boka kotorska u hrvatskom slikarstvu (s T. Maroevićem), Zagreb, Galerija Forum; Split, Palača Milessi; 1998.;
- Bokeljska mornarica i njeni kapetani (s J. Gjurovićem), Zagreb, Gliptoteka HAZU, 2006.;
- Slikarsko djelo B. Ivankovića  (s N. Fisković), Zagreb, Gliptoteka HAZU, 2006.; Dubrovnik, Knežev dvor, 2007.;
- Iz povijesti Boke kotorske – Kravata u Bokelja (s N. Albanežeom), Padova, Santuario di San Leopoldo Mandić; Trst, Biblioteca Statale, Tivat, Galerija Buća-Luković, 2009.; Zagreb, Etnografski muzej, 2010.; Pula, Galerija HMI, 2012.; Rijeka, Gradska knjižnica, 2014.;
- Zavjetni darovi bokeljskih pomoraca (s A. Koprčina i M. Pejaković Vujošević), Zagreb, Muzej za umjetnost i obrt, 2014.[nedostaje izvor]